# 姜建军
姜建军（1964年8月—），男，河南商城人，中华人民共和国政治人物。长沙铁道学院工业与民用建筑专业毕业，北京交通大学企业管理专业在职研究生学历，高级工程师。

## 生平
1983年7月参加工作。1988年2月加入中国共产党。早年任铁道部建厂工程局副局长，深圳市建筑工务局局长，2004年3月后历任深圳市建筑工务署署长、深圳市龙岗区人民政府区长、中共深圳市龙华新区党工委书记，2015年7月任中共深圳市南山区委书记。
2017年4月至2020年9月任中共湛江市委副书记，湛江市人民政府市长。2018年2月24日，当选为第十三届全国人大代表。
2020年9月22日，当选深圳市政协副主席。